# Planioles
Planioles é uma comuna francesa na região administrativa de Occitânia, no departamento de Lot. Estende-se por uma área de 5,85 km². Em 2010 a comuna tinha 538 habitantes (densidade: 92 hab./km²).